# آلامية مأكولة
آلامية مأكولة أو الماراكويا أو فاكهة زهرة الآلام (الاسم العلمي: Passiflora edulis) هو نوع من النباتات المتسلقة من جنس زهرة الآلام التي يرجع موطنها الأصلي إلى البرازيل، الباراغواي وشمال الأرجنتين. ويطلق عليها في جنوب أفريقيا اسم (جارناديلا الأرجوانية - purple granadilla) وفي البرازيل اسم (ماراغويا - maracujá).

نبتة ماراغويا

وتزرع تجاريا في المناطق الأكثر دفئا الخالية من الصقيع، للفاكهة وتزرع على نطاق واسع في الهند وسري لانكا، ونيوزيلندا، ومنطقة البحر الكاريبي والبرازيل وكولومبيا وبوليفيا والإكوادور وإندونيسيا وبيرو وبورتوريكو وجمهورية الدومينيكان، كاليفورنيا، فلوريدا، هايتي، هاواي، الأرجنتين، أستراليا، شرق أفريقيا، والمكسيك، وفلسطين، وكوستاريكا وفنزويلا وجنوب أفريقيا والبرتغال.
هي ثمرة كروية إلى بيضاوية، لونها إما أصفر أوأرجواني داكن عند النضج، تحوي العصير وكثيرة البذور وهي ثمرة تؤكل أو عصر و؛ غالبا ما يضاف إلى عصيره إلى عصائر الفواكه الأخرى لزيادة نفاذ رائحتها.
هذان النوعان من الفاكهة مختلفان بشكل واضح في المظهر الخارجي. النوع الأصفر من الفاكهة صفراء زاهية، والذي يعرف أيضا باسم فاكهة الماراغويا الذهبي، يمكن أن تنمو لتصل إلى حجم ثمرة الجريب فروت، لها قشرة ناعمة، لامعة. النوع الأرجواني أصغر من الليمون، على ورغم من أنها أقل حامضية من الماراغويا الصفراء لها رائحة ونكهة أكثر ثراء.
اللون الأرجواني للفاكهة يعود لاحتواءه آثار جليكوسيدات المنتجة لسيانيد الهيدروجين في القشرة

## استخدامات
في البرتغال، وخاصة جزر الأزور، يتم استخدام فواكه الماراغويا كقاعدة لمجموعة متنوعة من المشروبات الكحولية.
في البرازيل، تستعمل في الحلوى المشتركة، وتستخدم بشكل روتيني بذور الماراغويا لتزيين قمم الكعك، وكعصير هي أيضا شائعة جدا. فإنه من الشائع استخدام فاكهة ماراغويا بدلا من الليمون الحامض، ويسمى بعد ذلك «caipifruta دي maracujá». كما أنها تستخدم كمهدئ خفيف،
في كولومبيا هو واحد من أهم الفواكه، وخصوصا للعصائر والحلويات. إنه فاكهة شائعة في جميع أنحاء البلاد، وهناك يمكنك أن تجد ثلاثة أنواع من الفاكهة "Maracuyá".
في جمهورية الدومينيكان، حيث يتم ذلك يسمى محليا chinola، يتم استخدامه لحفظ عصير الفاكهة والمعلبات. ويستخدم الثمار في نكهات المثلجات ويؤكل أيضا مرشوش عليه السكر.
في هاواي، ويسمى محليا الفواكه العاطفة يليكوي ويأتي في أصناف الأصفر والأرجواني. ويمكن قطع فواكه الماراغويا في النصف وغرفها مع ملعقة. يليكوي شراب بنكهة ماراغويا شعبيته تحتل المرتبة الأولى للجليد المبروش. يتم استخدامه باعتبارها توابل الصحراء ل، malasadas الجبن كريم الكوكيز والجليد، وموتشي. ويحظي أيضا هذه الفاكهة والمربى أو معقود الفواكه، فضلا عن الزبدة ومعظم الفاكهة تأتي من حدائق الفناء الخلفي أو يتم جمعها من البرية. أو العثور عليها في أسواق المزارعين في جميع أنحاء الجزر، وتباع الفواكه نادرا في محلات البقالة.
في إندونيسيا، وهناك نوعان من باشنفرويت (الاسم المحلي: 'markisa')، الأبيض والأصفر. يؤكل عادة بيضاء كثمرة.الأصفر للحصول على عصير، والتي يتم طهيها مع السكر لجعل الشراب سميكا. أباريق البلاستيك أو زجاجات من الشراب المركز (ينتج عادة في سومطرة من الفواكه التي تزرع في المنطقة بحيرة توبا وتباع في محلات السوبر ماركت كثيرة. ويوصى التخفيف من شراب جزء 1-4 أجزاء المياه (أو أكثر).
في أستراليا ونيوزيلندا، حيث يطلق عليه «باشنفرويت»، وهي متوفرة تجاريا على حد سواء الطازجة والمعلبة. يتم إضافته إلى سلطة الفواكه، ويشيع استخدام لب الفاكهة الطازجة أو صلصة الفاكهة في الحلويات، بما في ذلك لتحتل المرتبة الأولى بافلوفا (كعكة مرنغ الإقليمية) والآيس كريم، والجبن نكهة ل، والجليد في شرائح من الفانيليا. مشروب بطعم باشنفرويت لينة تسمى Passiona كما تم تصنيعها في أستراليا منذ عام 1920.
في باراغواي، يتم استخدام فواكه الماراغويا أساسا لصنع العصير، وإعداد الحلويات مثل موس الفواكه الماراغويا، والجبن، والآيس كريم، الزبادي لنكهة والكوكتيلات.
في المكسيك، يتم استخدام الماراغويا لعصيرعا أو تؤكل نيئة مع مسحوق الفلفل الحار والليمون.
في بورتوريكو، حيث يعرف ثمرة باسم "Parcha"، ويعتقد على نطاق واسع لخفض ضغط الدم، [5] ربما لأنه يحتوي على قلويدات الحرمل وهو RIMA خفيفة. [بحاجة لمصدر] عصير الفواكه هي أيضا شائعة جدا هناك ويستخدم في العصائر كريم الجليد، أو الحلويات.
في بيرو، يتم استخدام فاكهة الماراغويا في حلويات عديدة، وخاصة الجبن. بل هو أيضا في حالة سكر وحده وعصير واستخدامها في والكوكتيلات، بما في ذلك الفاكهة الحامضة.
في الفلبين، ويباع عادة هذه الفاكهة في الأسواق العامة في المدارس العامة. بعض البائعين بيع الفواكه مع القش لامتصاص البذور والعصائر في داخلها. أنها ليست شعبية جدا بسبب نكهته حامضة، والفاكهة الموسمية للغاية.
في جنوب أفريقيا، والفواكه العاطفة، وتعرف محليا باسم جارنادايلا (تنوع الأصفر وGuavadilla)، ويستخدم لنكهة اللبن. كما انها تستخدم لنكهة المشروبات الغازية مثل جارنادايلا والمشروبات ودية عديدة. غالبا ما يؤكل نيئا أو استخدامها بوصفها تحتل المرتبة الأولى لالكعك والفطائر. عصير جارنادايلا يتوفر عادة في المطاعم. يتم استخدام مجموعة متنوعة الصفراء للتجهيز عصير، في حين يباع في الأسواق متنوعة الأرجواني الفاكهة الطازجة.
في سري لانكا الماراغويا عصير الفواكه، جنبا إلى جنب مع faluda هي واحدة من المرطبات الأكثر شعبية. يتم تصنيعها العاطفة الفاكهة ودية 
في الداخل وكذلك صناعيا عن طريق خلط السكر مع اللب، نظرا لوجود كمية كبيرة من المصنعين ودية والموردين والمصدرين في البلاد.
في الولايات المتحدة، غالبا ما يستخدم كعنصر يمزج في عصير.
في فيتنام، ومزجها مع العسل الماراغويا والجليد لخلق العصائر المنعشة.
في تايلاند، ويسمى الفواكه العاطفة "Saowarot" (التايلاندية: เสาวรส). تأكل الفاكهة بكاملها.

## شجرة الكوكتيل
تطلق هذه التسمية على النبتة في فلسطين ويعلل ذلك بتشابه طعمها مع طعم عدة فواكه مجتمعة مع بعضها البعض، وتسمى الثمرة كذلك بـ الفلورا أو الفوسفورا[بحاجة لمصدر]